# Ie Rhob Babah Lueng
Ie Rhob Babah Lueng is een bestuurslaag in het regentschap Bireuen van de provincie Atjeh, Indonesië. Ie Rhob Babah Lueng telt 654 inwoners (volkstelling 2010).